# Маккензи (залив)
Заливът Маккензи (на английски: MacKenzie Bay) е залив в южната част на море Съдружество, част от акваторията на Индоокеанския сектор на Южния океан, край бреговете на Източна Антарктида, Земя Макробъртсън. Разположен е източно от нос Фоли, като се вклинява в северозападната част на големия шелфов ледник Еймъри. Поради непрекъснатото нарастване или намаляване на челната част на шелфовия ледник дължината на залива е непостоянна, като по време на откриването му тя е била 37 km, а през 1968 г. е намаляла на 28 km. В южната му част периодично се образуват или заличават по-малките заливи Меканикс, Дъглас, Торсхавън и Еванс.
Заливът е открит на 10 февруари 1931 г. от британско-австралийско-новозеландската експедиция (БАНЗАРЕ), възглавявана от Дъглас Моусън и е наименуван от него в чест на Кенет Маккензи (1897 – 1951), капитан на експедиционния кораб.